# Bienengefährdungsstufe
Die Bienengefährdungsstufen dienen dem Lebensmittelschutz und dem Schutz der Honigbiene. Sie werden durch die Verordnung über die Anwendung bienengefährlicher Pflanzenschutzmittel (Bienenschutzverordnung) innerhalb des Pflanzenschutzgesetzes geregelt.
Die Einteilung findet in vier Kategorien statt:
- B1 bienengefährlich
- B2 bienengefährlich, außer bei der Anwendung nach dem Ende des täglichen Bienenfluges in dem zu behandelnden Bestand bis 23.00 Uhr (MEZ)
- B3 aufgrund der durch die Zulassung festgelegten Anwendung des Mittels werden Bienen nicht gefährdet (z. B. Beizen)
- B4 nicht bienengefährlich

Prinzipiell müssen alle chemischen Pflanzenschutzmittel, die im Landwirtschafts- und Forstbereich, sowie Kleingartenanlagen angewandt werden, vom Hersteller ordnungsgemäß gekennzeichnet sein. Verbraucher, die Pflanzenschutzmittel benutzen, müssen sich an die Verordnungen halten und dürfen die als „bienengefährlich“ eingestuften Mittel nicht auf blühende Pflanzen auftragen. Die Zulassung wird durch das Bundesamt für Verbraucherschutz und Lebensmittelsicherheit (BVL) erteilt.
Bei Mischungen von Pyrethroiden (B4) mit Azol-Fungiziden (B4) erhöht sich die Bienengefährlichkeit auf B2.

## Stand
Zuletzt geändert durch Art. 4 § 3 G v. 6. August 2002|3082